# Erebia yazawaia
Erebia yazawaia är en fjärilsart som beskrevs av Matsumura 1928. Erebia yazawaia ingår i släktet Erebia och familjen praktfjärilar. Inga underarter finns listade i Catalogue of Life.